# Jonesboro (Arkansas)
Jonesboro es una ciudad en el condado de Craighead, en Arkansas, Estados Unidos. Es una de las dos sedes del condado de Craighead. De acuerdo al censo de 2020 la población de Jonesboro es de 78,576 habitantes. Jonesboro es la ciudad más grande de la parte noreste de Arkansas y es la quinta ciudad más poblada en el estado. Es la ciudad principal del área metropolitana de Jonesboro, cuya población en 2020 era de 124,042 habitantes.
La ciudad alberga a la Arkansas State University (Universidad Estatal de Arkansas), la cuarta universidad con más estudiantes en el estado.

## Historia
El área donde se encuentra Jonesboro fue habitada inicialmente por varias tribus indígenas. Entre las tribus que habitaban la región estaban los osage, los caddo y los quapaw. Los colonizadores llegaron al área de Jonesboro y empezaron a comerciar con las tribus locales. Poco después de 1815, se creó un asentamiento permanente en el territorio.
En 1859, se formó el condado de Craighead a partir de terrenos de los condados de Greene, Misisipi y Poinsett. Jonesboro fue originalmente la única sede de condado, pero posteriormente Lake City fue designada como una segunda sede. Para ese entonces, la población de la ciudad era de 150 habitantes. La ciudad fue nombrada en honor a senador estatal William A. Jones, quien cooperó en la creación del condado de Craighead. El nombre fue escrito originalmente como Jonesborough, pero posteriormente fue abreviado a su forma actual.
El St. Louis Southwestern Railway fue el primer ferrocarril en construir vías a través de Jonesboro. Estas vías se localizaban al norte del centro de la ciudad. Otras compañías construyeron vías a través de la ciudad, incluyendo el St. Louis – San Francisco Railway, el Burlington Northern Railroad y el Missouri Pacific Railroad. Algunas de las compañías ferroviarias todavía usan estas vías en la actualidad.
Varias entidades se establecieron en Jonesboro alrededor de los años 1900. En 1899, se creó el Jonesboro School District (Distrito Escolar de Jonesboro). En 1900, las Hermanas Benedictinas Olivetanas establecieron el St. Bernard's Regional Medical Center (Centro Médico Regional de San Bernardo). La primera tienda departamental abrió en 1900 y fue nombrada Grand Leader Department Store. En 1904 se estableció el Woodland College y se crearon dos escuelas más en el distrito escolar de la ciudad. La Arkansas State University fue fundada en 1909. Dos de las iglesias más antiguas de la ciudad fueron iniciadas en los años 1910: la First Baptist Church (Primera Iglesia Bautista) en 1911 y la First Methodist Church (Primera Iglesia Metodista) en 1916.
El 24 de marzo de 1998, se dio la masacre de Jonesboro en un área cerca de la ciudad. Dos jóvenes llamados Andrew Golden de 11 años y Mitchell Johnson de 13 dispararon a estudiantes de la Westside Middle School mientras se escondían en un bosque cerca de la escuela. Cuatro estudiantes y un maestro murieron y 10 personas fueron heridas. Fueron detenidos al intentar escapar en una camioneta Dodge del año 1991. Años después de la masacre, uno de los autores de la matanza Mitchell Johnson fue liberado de la prisión en 2005 bajo libertad condicional, sin embargo, vuelve a ser detenido en 2007 tras posesión de Marihuana y por poseer ciertas armas de fuego, fue liberado días después tras una fianza de $1,000. En 2008 vuelve a ser detenido tras robar una tarjeta de crédito donde había olvidado un discapacitado en una licorería donde trabajaba Mitchell y posteriormente la había utilizado para comprar comida de un restaurante, por ello Mitchell fue condenado a 12 años de prisión (es decir, que saldría de prisión hasta 2020) aunque 7 años después, en 2015, Johnson fue liberado de la prisión bajo libertad condicional (probablemente por buen comportamiento) y colocado en un programa de rehabilitación de drogas. Actualmente Johnson reside en Texas (aunque se desconoce exactamente en qué parte de ese estado reside).
Andrew Golden fue liberado de la prisión en 2007, dos años después que Mitchell. En 2008 cambió su nombre a Drew Douglas Grant e intento obtener un permiso para poseer un arma de fuego, pero se le negó el permiso. Actualmente Golden está casado y reside en Misuri. 
ABC News ha declarado en febrero de 2016 que Johnson y Golden son los únicos tiradores escolares en todo Estados Unidos que no se encuentran encarcelados, aunque también declararon que todavía sus libertades son condicionales y seguirán siendo vigilados.
En 2017 se hicieron públicas las deposiciones de Mitchell Johnson y Andrew Golden, sus deposiciones son llevadas a cabo en los años 2000, 2007 y 2008.
En agosto de 2017, un juez llamado Bobby McDaniel otorgó $150,000,000 a las familias de las víctimas del tiroteo de marzo de 1998 como compensación del tiroteo, responsabilizando a Johnson y a Golden para pagar la cantidad, pero finalmente no hubo tal compensación.
El 27 de julio de 2019, se reportó que Andrew Golden falleció en un accidente automovilístico a la edad de 33 años, su fallecimiento ocurrió en una carretera de Cave City, Arkansas cerca de Little Rock. Golden manejaba un Honda CRV e iba acompañado de su esposa e hijo, Golden se había impactado contra un conductor identificado como Daniel Petty de 59 años de edad, que también resultó fallecido, Petty manejaba una camioneta Chevrolet modelo 2013. A Golden le sobrevivieron su esposa e hijo.
En agosto de 2019, Mitchell Johnson fue nuevamente detenido, esta vez por robo de vehículo, fue trasladado a la prisión del condado de Montgomery, en Texas. Se desconoce si Johnson aun sigue en prisión.

## Geografía
Jonesboro se localiza a 35°49′41″N 90°41′39″O / 35.82806, -90.69417. Según la Oficina del Censo de los Estados Unidos, la ciudad tiene un área de 207,2 km², de los cuales 206,3 km² corresponde a terreno seco y 0,9 km² a agua (0,45%).

### Clima
Jonesboro tienen un clima subtropical húmedo (clasificación climática de Köppen Cfa). 
| Parámetros climáticos promedio de Jonesboro | Parámetros climáticos promedio de Jonesboro | Parámetros climáticos promedio de Jonesboro | Parámetros climáticos promedio de Jonesboro | Parámetros climáticos promedio de Jonesboro | Parámetros climáticos promedio de Jonesboro | Parámetros climáticos promedio de Jonesboro | Parámetros climáticos promedio de Jonesboro | Parámetros climáticos promedio de Jonesboro | Parámetros climáticos promedio de Jonesboro | Parámetros climáticos promedio de Jonesboro | Parámetros climáticos promedio de Jonesboro | Parámetros climáticos promedio de Jonesboro | Parámetros climáticos promedio de Jonesboro |
| Mes                                         | Ene.                                        | Feb.                                        | Mar.                                        | Abr.                                        | May.                                        | Jun.                                        | Jul.                                        | Ago.                                        | Sep.                                        | Oct.                                        | Nov.                                        | Dic.                                        | Anual                                       |
| ------------------------------------------- | ------------------------------------------- | ------------------------------------------- | ------------------------------------------- | ------------------------------------------- | ------------------------------------------- | ------------------------------------------- | ------------------------------------------- | ------------------------------------------- | ------------------------------------------- | ------------------------------------------- | ------------------------------------------- | ------------------------------------------- | ------------------------------------------- |
| Temp. máx. abs. (°C)                        | 27                                          | 27                                          | 35                                          | 35                                          | 38                                          | 42                                          | 46                                          | 43                                          | 43                                          | 36                                          | 31                                          | 26                                          | 46                                          |
| Temp. máx. media (°C)                       | 10                                          | 11                                          | 17                                          | 22                                          | 27                                          | 32                                          | 33                                          | 33                                          | 30                                          | 24                                          | 16                                          | 10                                          | 22                                          |
| Temp. media (°C)                            | 4                                           | 5                                           | 10                                          | 15                                          | 20                                          | 25                                          | 26                                          | 26                                          | 23                                          | 17                                          | 9                                           | 5                                           | 16                                          |
| Temp. mín. media (°C)                       | -1                                          | 0                                           | 4                                           | 9                                           | 14                                          | 18                                          | 20                                          | 20                                          | 16                                          | 10                                          | 3                                           | 0                                           | 10                                          |
| Temp. mín. abs. (°C)                        | -27                                         | -25                                         | -17                                         | -3                                          | 0                                           | 5                                           | 10                                          | 8                                           | 0                                           | -6                                          | -12                                         | -18                                         | -27                                         |
| Precipitación total (mm)                    | 120                                         | 100                                         | 120                                         | 110                                         | 100                                         | 90                                          | 80                                          | 80                                          | 80                                          | 80                                          | 90                                          | 100                                         | 1210                                        |
| Nevadas (cm)                                | 5                                           | 5                                           | 1                                           | 0                                           | 0                                           | 0                                           | 0                                           | 0                                           | 0                                           | 0                                           | 0                                           | 5                                           | 16                                          |
| Fuente: Weatherbase.com (64 años)           |                                             |                                             |                                             |                                             |                                             |                                             |                                             |                                             |                                             |                                             |                                             |                                             |                                             |

## Demografía

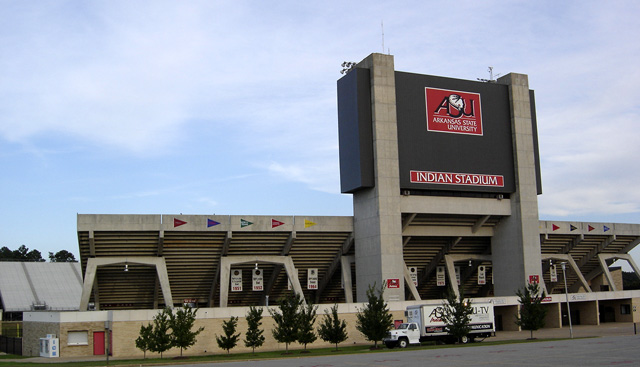
El ASU Stadium, el estadio de los Arkansas State Red Wolves.

Según el censo de 2000, había 55.515 personas, 22.219 hogares y 14.353 familias en la ciudad. La densidad de población era 267,9 hab/km². Había 24.263 viviendas para una densidad promedio de 117,6 por kilómetro cuadrado. De la población el 85,37% eran blancos, el 11,27% afroamericanos, el 0,32% amerindios, el 0,83% asiáticos, el 0,03% isleños del Pacífico, el 1,05% de otras razas y el 1,13% mestizos. El 2,34% de la población eran hispanos o latinos de cualquier raza.
Se contaron 22.219 hogares, de los cuales el 30,1% tenían niños menores de 18 años, el 48,9% eran parejas casadas viviendo juntos, el 12,2% tenían una mujer como cabeza del hogar sin marido presente y el 35,4% eran hogares no familiares. De 22.219 hogares, 878 era parejas no casadas: 776 heterosexuales, 50 parejas masculinas y 52 parejas femeninas. El 27,5% de los hogares estaban formados por un solo miembro y el 9,0% tenían a un mayor de 65 años viviendo solo. La cantidad de miembros promedio por hogar era de 2,38 y el tamaño promedio de familia era de 2,93 miembros.
En la ciudad la población estaba distribuida en: 22,9% menores de 18 años, 16,6% entre 18 y 24, 28,1% entre 25 y 44, 20,5% entre 45 y 64 y 11,8% tenían 65 o más años. La edad media fue 32 años. Por cada 100 mujeres había 92,1 varones. Por cada 100 mujeres mayores de 18 años había 88,8 varones.
El ingreso medio para un hogar en la ciudad fue de $32.196 y el ingreso medio para una familia $42.082. Los hombres tuvieron un ingreso promedio de $35.340 contra $33.486 de las mujeres. El ingreso per cápita de la ciudad fue de $17.884. Cerca de 12,9% de las familias y 17,4% de la población estaban por debajo de la línea de pobreza, 22,4% de los cuales eran menores de 18 años y 12,3% mayores de 65.

## Residentes y nativos notables
- Earl Bell, atleta de salto con pértiga
- Wes Bentley, actor
- Rodger Bumpass, actor de voz
- Hattie Caraway, primera mujer en servir en el Senado de los Estados Unidos
- Clint Catalyst, autor, guionista y modelo
- John Grisham, escritor
- Dave Grossman, escritor
- Dustin McDaniel, fiscal general de Arkansas
- Julia Butterfly Hill, ambientalista
- Pete Mead, boxeador
- Edward Meeks, actor
- Ben Murphy, actor
- Jon Olsen, campeón olímpico de natación
- John W. Snyder, ex-Secretario del Tesoro de los Estados Unidos
- Bobby Lee Trammell, músico
- Debbye Turner, Miss America 1990
- Alan Belcher, luchador